# Ӿ (слово ћирилице)
Ӿ ӿ (искошено: Ӿ ӿ ) је слово ћириличног писма. У Уникоду, ово слово се назива „Ха са цртом“. Његов облик је изведен од ћириличног слова Х.
Слово "Ӿ" се користи само у азбуци нивхског језика, где представља безвучни глотални апроксимант .

## Рачунарски кодови
| Знак                      | Ӿ                                      | Ӿ                                      | ӿ                                    | ӿ                                    |
| ------------------------- | -------------------------------------- | -------------------------------------- | ------------------------------------ | ------------------------------------ |
| Назив у Уникоду           | CYRILLIC CAPITAL LETTER HA WITH STROKE | CYRILLIC CAPITAL LETTER HA WITH STROKE | CYRILLIC SMALL LETTER HA WITH STROKE | CYRILLIC SMALL LETTER HA WITH STROKE |
| Врста кодирања            | децимална                              | хексадецимална                         | децимална                            | хексадецимална                       |
| Уникод                    | 1278                                   | U+04FE                                 | 1279                                 | U+04FF                               |
| UTF-8                     | 211 190                                | D3 BE                                  | 211 191                              | D3 BF                                |
| Нумеричка референца знака | &#1278;                                | &#x4FE;                                | &#1279;                              | &#x4FF;                              |

## Слична слова
- Һ һ : Ћирилично слово
- Х х : Ћирилично слово